# The Moon Song
«The Moon Song» (в переводе с англ. — «Лунная песня») — песня, написанная фронтвумен Yeah Yeah Yeahs Карен О совместно с режиссёром и сценаристом Спайком Джонзом для фильма «Она». 11 февраля 2014 года была выпущена лейблом WaterTown Music в качестве сингла. «The Moon Song» была номинирована на «Оскар» за лучшую песню и проиграла композиции «Let It Go» из мультфильма «Холодное сердце».

## Создание и запись
«Дико то, что „The Moon Song“ была написана и записана при весьма скромных обстоятельствах: за обеденным столом, в нескольких шагах от дивана, на котором я читала сценарий к фильму „Она“»Карен О
Процесс написания, по словам Джонза, растянулся на 10 лет как «свидетельство прекрасной дружбы и творческой атмосферы» между двумя авторами. Песня изначально задумывалась как дуэт, поэтому для записи сингла был приглашён вокалист Vampire Weekend Эзра Кениг, а также продюсер Джош Ральф. В эту версию также добавлена фортепьянная партия.
Линдси Бар из Entertainment Weekly описала «The Moon Song» как «милую, простую исполненную на укулеле оду любви на расстоянии»

## Исполнения
По сюжету фильма Теодор (Хоакин Феникс) играет мелодию на укулеле, а операционная система Саманта (Скарлетт Йоханссон) пишет к ней текст и исполняет основную вокальную партию. В титрах к фильму звучит песня в сольном исполнении Карен О.
13 февраля 2014 года Карен О совместно со Спайком Джонзом и Китом Барреттом исполнили «The Moon Song» в эфире калифорнийской радиостанции KCRW.
Карен О и Эзра Кениг на фоне изображения луны выступили с песней на 86-й церемонии вручения премии «Оскар». Простота акустического исполнения, по мнению Бренны Эрлич, идеально отразила сцену с песней из фильма.

## Список композиций
| №                   | Название                              | Исполнители                        | Длительность |
| ------------------- | ------------------------------------- | ---------------------------------- | ------------ |
| 1.                  | «The Moon Song» (Studio Version Duet) | Карен О и Эзра Кениг               | 3:05         |
| 2.                  | «The Moon Song» (End Titles Credit)   | Карен О                            | 2:26         |
| 3.                  | «The Moon Song» (Film Version)        | Скарлетт Йоханссон и Хоакин Феникс | 1:50         |
| Общая длительность: | Общая длительность:                   | Общая длительность:                | 7:21         |